# Rutherford (Pennsilvània)
Rutherford és una concentració de població designada pel cens dels Estats Units a l'estat de Pennsilvània. Segons el cens del 2000 tenia 3.859 habitants.

## Demografia
Segons el cens del 2000, Rutherford tenia 3.859 habitants, 1.625 habitatges, i 1.116 famílies. La densitat de població era de 1.211,4 habitants/km².
Dels 1.625 habitatges en un 29,9% hi vivien nens de menys de 18 anys, en un 53,3% hi vivien parelles casades, en un 12,5% dones solteres, i en un 31,3% no eren unitats familiars. En el 27,2% dels habitatges hi vivien persones soles el 9,4% de les quals corresponia a persones de 65 anys o més que vivien soles. El nombre mitjà de persones vivint en cada habitatge era de 2,36 i el nombre mitjà de persones que vivien en cada família era de 2,87.
Per edats la població es repartia de la següent manera: un 23% tenia menys de 18 anys, un 5,9% entre 18 i 24, un 31,7% entre 25 i 44, un 23,8% de 45 a 60 i un 15,6% 65 anys o més.
L'edat mediana era de 39 anys. Per cada 100 dones de 18 o més anys hi havia 81,9 homes.
La renda mediana per habitatge era de 43.340 $ i la renda mediana per família de 51.494 $. Els homes tenien una renda mediana de 36.035 $ mentre que les dones 28.575 $. La renda per capita de la població era de 22.706 $. Entorn del 6,2% de les famílies i el 5,5% de la població estaven per davall del llindar de pobresa.

## Poblacions properes
El següent diagrama mostra les poblacions més properes.